# Obervellach
Obervellach (slovinsky Zgornja Bela) je trhová obec (městys) v okrese Spittal an der Drau ve spolkové zemi Korutany v Rakousku.

## Geografie
Město leží v údolí řeky Möll na jižním svahu pohoří Vysoké Taury, kam ze sousedního Mallnitzu klesá trať Tauernské dráhy a jižní portál Tauernského tunelu. Území obce tvoří katastrální obce Obervellach vlastní, Pfaffenberg, Lassach a Söbriach.

## Historie
První zmínka o osadě Velach se objevuje v listině z 10. století, kterou vydal biskup Abraham z Freisingu (zemř. 993/94), bavorský misionář mezi východoalpskými Slovany v Korutanském vévodství (bývalá Karantánie), známém díky slovinským freisingským rukopisům. Jméno je pravděpodobně odvozeno od slovanského bela („bílý“). Zdejší kostel se v roce 1072 připomíná jako „freisingská bazilika“, později se stal sídlem děkanátu salcburských arcibiskupů.
Tradiční oblast těžby zlata a stříbra byla od 12. století majetkem komitátního rodu Goriců (Görzů); v roce 1164 se jejich ministeriálové usídlili na hradě Falkenstein vysoko nad údolím. Hrabata z Gorice držela také nedaleký hrad Groppenstein, poprvé zmiňovaný v roce 1254. Tržní právo v Obervellachu je doloženo v roce 1256. Po ozbrojeném konfliktu o dědictví po zesnulém hraběti Ulrichu II. z Celje, v němž byli hrabě Leonhard z Gorice a jeho bratr Jan II. poraženi vojsky císaře Fridricha III. byla oblast Obervellachu v roce 1460 definitivně začleněna do vnitřních rakouských držav vládnoucího rodu Habsburků.
Město zůstalo významnou hornickou oblastí; sám habsburský císař Maxmilián I. potvrdil tržní práva a v roce 1509 rozhodl o Obervellachu jako o sídle Vnitrorakouského horního úřadu (Oberbergmeisteramt). Dnešní pozdně gotická budova kostela byla postavena kolem roku 1500, vysvětil ji biskup Berthold z Chiemsee. Pozoruhodný renesanční oltář byl instalován kolem roku 1520 na příkaz císařského hejtmana Christopha Frankopana (Frangipani), švagra salcburského knížete-arcibiskupa Matthäuse Langa von Wellenburg; jeho součástí je několik děl nizozemského malíře Jana van Scorela (1495-1562).
V 17. století byla ložiska zlata a stříbra postupně vyčerpána, nahradily je nové doly na měď. Když v roce 1825 cestovatel Joseph Kyselak procestoval zdejší kraj, našel Obervellach jako stále prosperující město. Obec Obervellach byla založena v roce 1849, tehdy k ní patřily také sousední obce Mallnitz, Flattach a katastrální obec Penk (od roku 1973 součást obce Reißeck), které se v roce 1896 osamostatnily.
V roce 1909 byla otevřena trať Tauernské dráhy se stanicí u obce Kaponig vysoko nad centrem Obervellachu, kam až do roku 1975 jezdila lanovka. Stanice byla definitivně zrušena v roce 1999, dnes vlaky zastavují na kyvadlové stanici Tauernschleuse v Mallnitz (Mallnitz-Obervellach).

## Památky
- Farní kostel sv. Martina s oltářem Frangipani
- poutní kostel Maria Tax ve Stallhofenu s kaplí Stampfer-Kapelle
- Zámek Trabuschgen
- bývalá soudní budova (Oberstbergmeisteramt, hlavní náměstí č. 58)
- Hrad Groppenstein
- Groppensteinravine
- zřícenina hradu Oberfalkenstein
- Hrad Falkenstein